# NGC 4963
NGC 4963 é uma galáxia espiral (S) localizada na direcção da constelação de Canes Venatici. Possui uma declinação de +41° 43' 17" e uma ascensão recta de 13 horas, 05 minutos e 51,9 segundos.
A galáxia NGC 4963 foi descoberta em 9 de Abril de 1787 por William Herschel.